# 艾力士·吉伯尼
艾力士·吉伯尼（Philip Alexander "Alex" Gibney；1953年10月23日—），生於美國紐約州紐約市，是一位美國紀錄片導演與製片人。2010年，《君子雜誌》雜誌 報導稱 "吉伯尼 正在成為我們這個時代最重要的紀錄片人物"。
他的作品包括紀錄片《解密山達基》 (2015年 3 艾美獎獲得者)、《安隆風暴》(奧斯卡最佳紀錄片獎，2005年提名)。
出生於紐約州紐約市，記者弗兰克·吉布尼的孩子。